# Сікстен Спарре
Бенгт Едвард Сікстен Спарре (швед. Bengt Edvard Sigge Sixten Sparre, нар. 27 вересня 1854, Мальме — пом. 19 липня 1889, Нерресков
, острів Тосінге) — шведський дворянин, кавалерійський офіцер драгунського полку. Він і його кохана Ельвіра Мадіґан (4 грудня 1867, Фленсбург — 19 липня 1889, Нерресков, острів Тосінге) є найбільш відомим у Скандинавії прикладом трагічної любові.

## Біографія

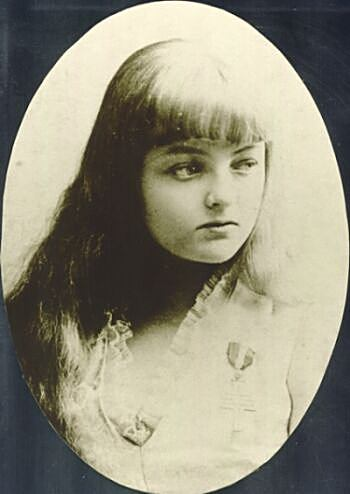
Портрет Ельвіри Мадіґан

Граф Сікстен належав до старого дворянського роду Спарре з Россвіка, був старшим сином камергера Сіґґе Спарре та місіс Аделаїди Спарре (уродженої Пейроні). Сім'я жила з 1859 року у Стокгольмі, але 1861 року переїхала в замок «Б'ярка-Саби», а 1868 — у місто Крістіанстад. У 1873 році він вступив на службу до драгунського полку у місті Крістіанстад. У 1875 році закінчив військову школу і здав іспит зрілості, у 1876 році, навчаючись у військовій академії Карлберг, одержав офіцерське звання, став підпоручником, а у 1887 — лейтенантом. Крім військової професії, Спарре мав ще й письменницький талант, він писав статті для кількох газет. У його літературному активі були п'єси і поезія. Його книга віршів була опублікована в листопаді 1887 року.
29 вересня 1880 року Сікстен Спарре був одружений з графинею Лютґардою Адлерцреутз (1859—1912) і мав з нею двох дітей, сина Карла Еріка Амбйорна (1881—1962) та доньку Марту Софію Маргариту Лютґарде (1882—1943). Незважаючи на це, Спарре був нещасливий у шлюбі.

## Історія та трагедія

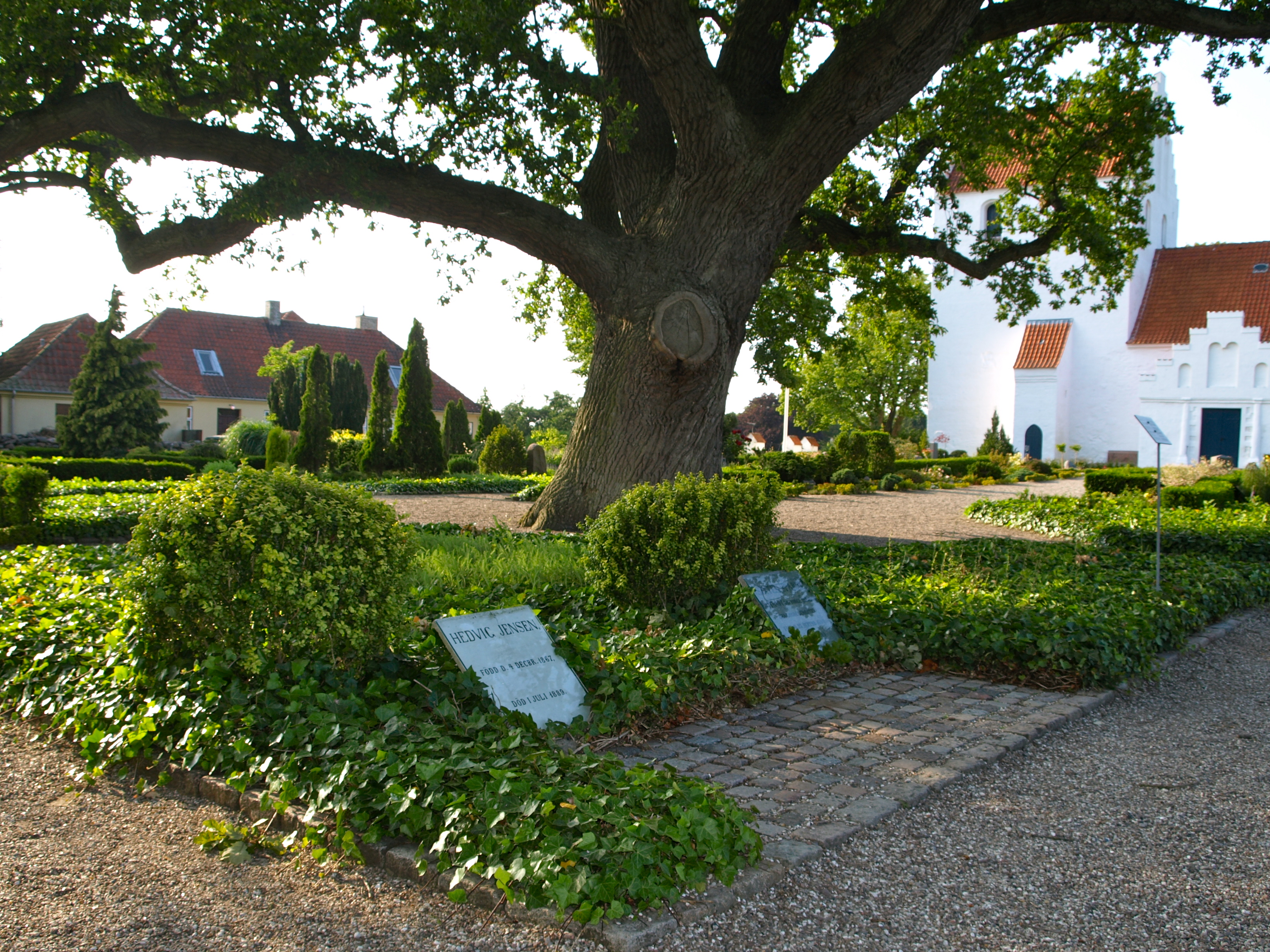
Могила Ельвіри Мадіґан та графа Сікстена Спарре на цвинтарі села Ландет, 2009 рік

У 1888 році, під час виступу цирку «Мадіґан» в у місті Крістіанстаді, він знайомиться і закохується в молоду данську циркову актрису Гедвігу Антуанетту Ізабеллу Елеонору Йєнсен (сценічне ім'я — Ельвіра Мадіґан), яка була прийомною донькою циркового менеджера Джона Мадіґана. У пари зав'язалися таємні романтичні відносини, які підтримувалася через листування після того, як цирк покинув місто. У червні 1889 року, Ельвіра та Сікстен здійснили свою заплановану в листах і давно задуману втечу від суспільства. Через Стокгольм, а потім — Копенгаген пара попадає в містечко Свендборг у Данії, де вони оселилися в місцевому готелі, видаючи себе за молодят. Але їхні гроші були майже повністю витрачені, допомоги від їхніх сімей чекати не приходилось. Пара на поромі перебирається до прилеглого острова Тосінге. 18 липня 1889, близько 10 години ранку, Ельвіра та Сікстен, прихопивши з собою кошик з їжею, залишають своє житло і направляються в лісисту смугу Нерресков (дан. Nørreskov — «Північний ліс») на східному узбережжі острова. Тут після останнього пікніка Спарре застрелив зі свого пістолета спершу свою кохану, а потім і себе.
27 липня 1889 року, при великому зібранні місцевої громадськості і туристів, Спарре та Мадіґан були поховані на кладовищі церкви Святого Йоргена, у поселенні Ландет. На їх могилі були встановленні пам'ятні плити. Місце їх загиблі у «Північному лісі» також було позначено сірувато-рожевим гранітним каменем. За тиждень до загибелі Спарре написав вірш, «Квітковий букет», який він присвятив своїй коханій, і який мав недвозначні натяки на смерть.
Історія Сікстена Спарре та Ельвіри Мадіґан стала сюжетом трьох фільмів, численних музичних творів, віршів та балад.